# Junior Malanda
Bernard Malanda Adje, dit Junior Malanda, né le 28 août 1994 à Bruxelles en Belgique, était un footballeur belge. Le 10 janvier 2015, il meurt dans un accident de voiture à Porta Westfalica en Allemagne. Il évoluait au poste de milieu défensif pour le VfL Wolfsburg en Bundesliga. Il était considéré comme l'un des plus grands espoirs du football belge et était le capitaine de la sélection espoirs.

## Biographie

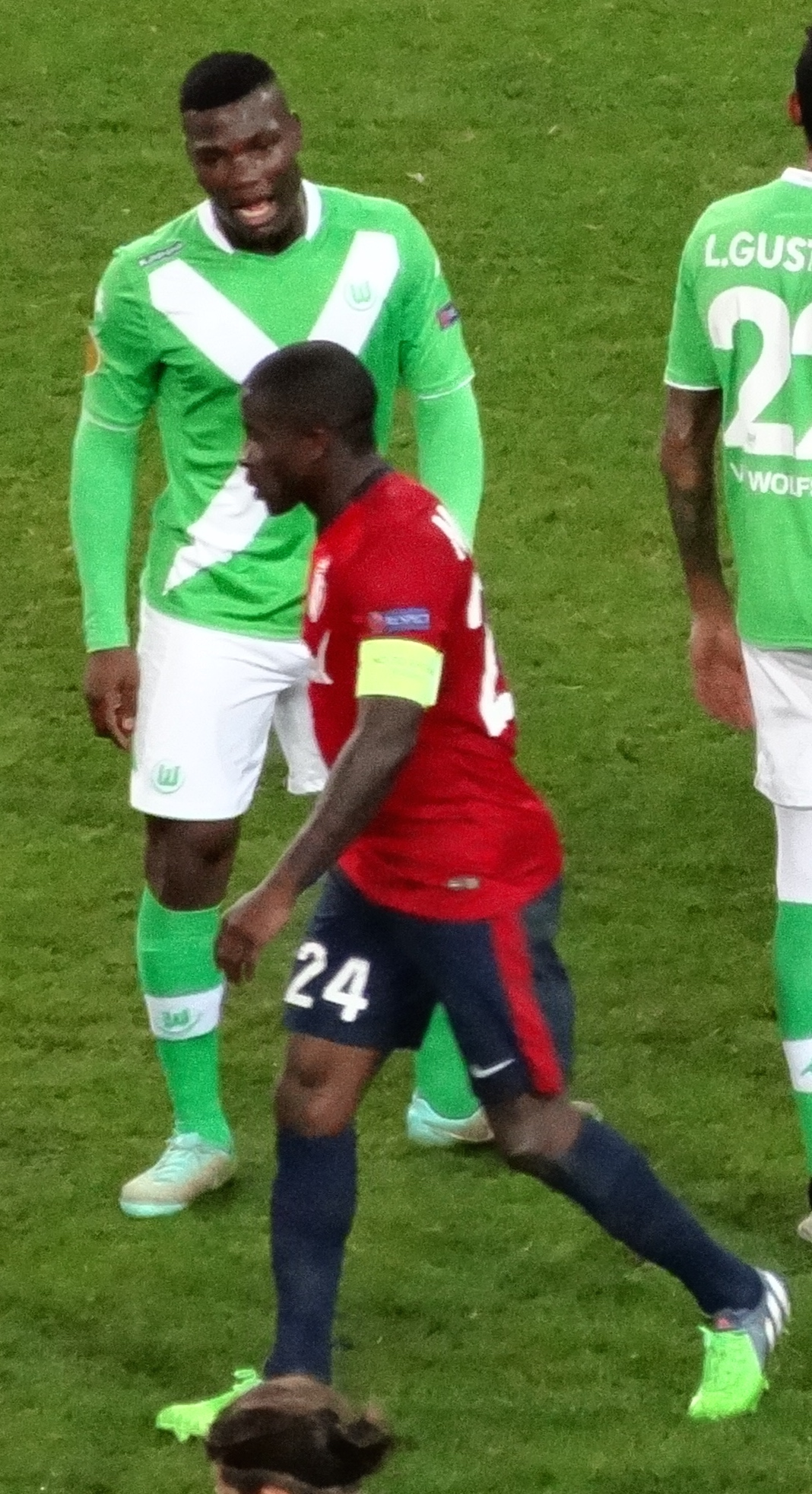
Malanda invectivant Mavuba.

Passé par le centre de formation du LOSC Lille, du RWDM Brussels et d'Anderlecht, il s'engage en 2012 avec le SV Zulte Waregem. Après une saison, il est transféré par le club allemand du VfL Wolfsburg, qui le prête directement pour six mois à son ancien club.
Il décède le 10 janvier 2015 dans un accident de la circulation à Porta Westfalica en Allemagne. La vitesse excessive est la cause de l'accident. Le conducteur, qui l'emmenait auprès de ses coéquipiers en route pour un stage en Afrique du Sud, a perdu le contrôle du véhicule. Junior était assis sur la banquette arrière droite dans la voiture. Le véhicule a dérapé et Junior Malanda a été tué sur le coup. Le conducteur et le passager ont été gravement blessés.

## Statistiques
| Saison                | Club                  | Championnat           | Championnat | Championnat | Coupe(s) nationale(s) | Coupe(s) nationale(s) | Compétition(s) continentale(s) | Compétition(s) continentale(s) | Compétition(s) continentale(s) | Total | Total |
| Saison                | Club                  | Division              | M.          | B.          | M.                    | B.                    | Comp.                          | M.                             | B.                             | M.    | B.    |
| 2012-2013             | Zulte Waregem         | Division 1            | 35          | 3           | 4                     | 0                     | -                              | -                              | -                              | 39    | 3     |
| 2013-2014             | Zulte Waregem (prêt)  | Division 1            | 17          | 3           | 1                     | 0                     | C3                             | 9                              | 2                              | 27    | 5     |
| 2013-2014             | Wolfsburg             | Bundesliga            | 7           | 2           | 1                     | 0                     | -                              | -                              | -                              | 8     | 2     |
| 2014-2015             | Wolfsburg             | Bundesliga            | 10          | 0           | 2                     | 0                     | C3                             | 3                              | 0                              | 15    | 0     |
| Total sur la carrière | Total sur la carrière | Total sur la carrière | 69          | 8           | 8                     | 0                     | -                              | 12                             | 2                              | 89    | 10    |